# 1473

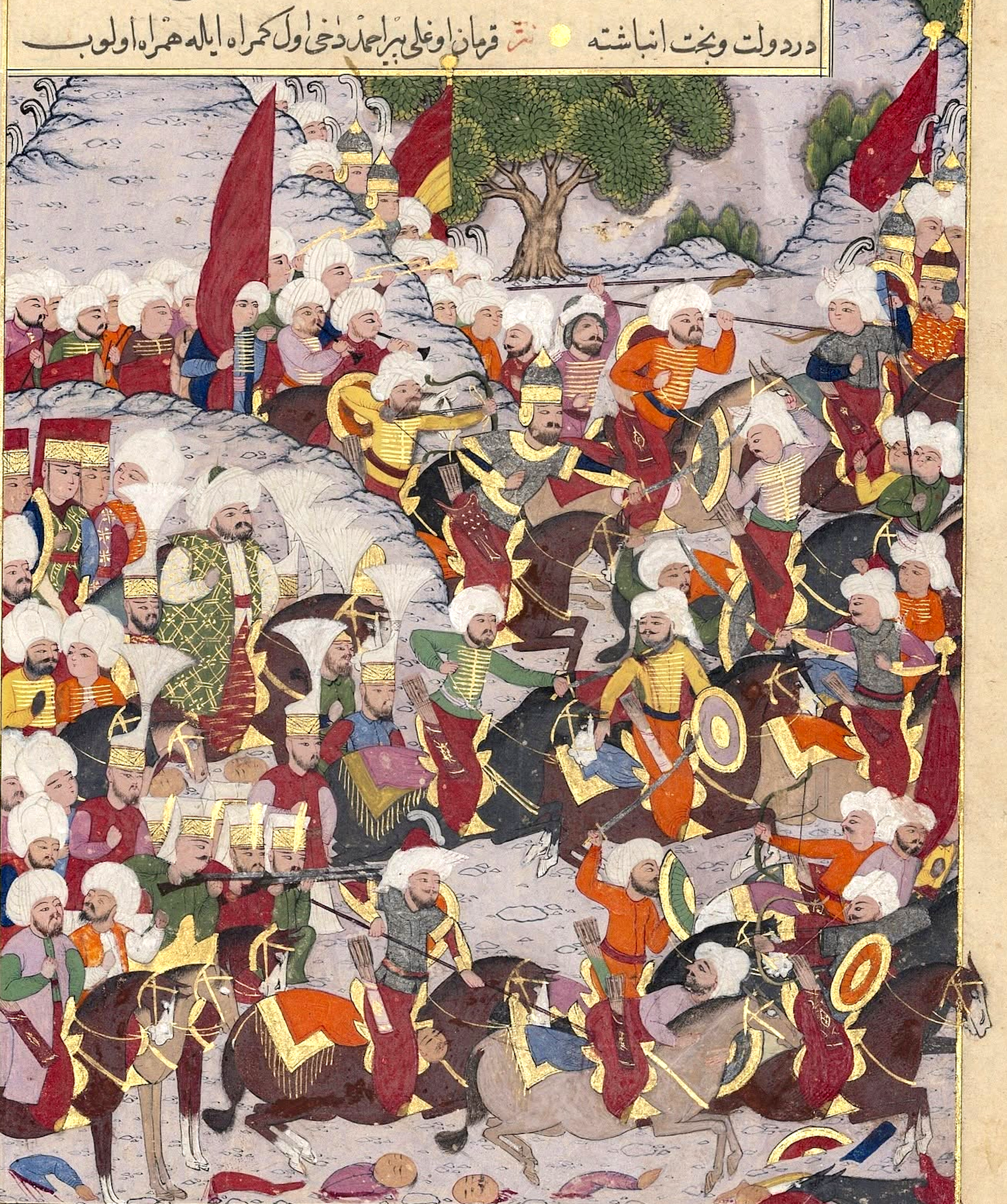
Slag bij Otlukbeli

Het jaar 1473 is het 73e jaar in de 15e eeuw volgens de christelijke jaartelling.

## Gebeurtenissen
januari
- 1 - De Portugees João de Santarém ontdekt het eiland Annobón.

maart
- maart - De hertog van Bourgondië, Karel de Stoute, valt Gelre binnen. Na belegeringen van Venlo en Nijmegen weet hij het hertogdom bij zijn gebieden te voegen.

juli
- 17 - Karel de Stoute verovert Nijmegen.

augustus
- 11 - Slag bij Otlukbeli: De Ottomanen onder Mehmed II verslaan de Ak Koyunlu.

november
- 3 - Anna van Beaujeu huwt Peter II van Bourbon

december
- 23 - Edict van Thionville: Karel de Stoute bepaalt dat zijn hofraad voortaan vast in Mechelen resideert, het Parlement van Mechelen.

zonder datum
- Axayacatl, koning van de Azteken, verovert Tlatelolco.
- Het hertogdom Limburg, het graafschap Dalhem, het Land van Valkenburg en het Land van 's-Hertogenrade. confedereren hun Staten tot de Staten van Limburg en de Landen van Overmaas die plaatsnemen in de Staten-Generaal van de Nederlanden.
- De stad Groningen verkrijgt het stapelrecht van koren. Ook mag in het gewest alleen bier worden geschonken uit de stad.
- oudst bekende vermelding: Garrel

## Verschenen
- Petrus Comestor: Historia scholastica (voor het eerst in druk)

## Kunst

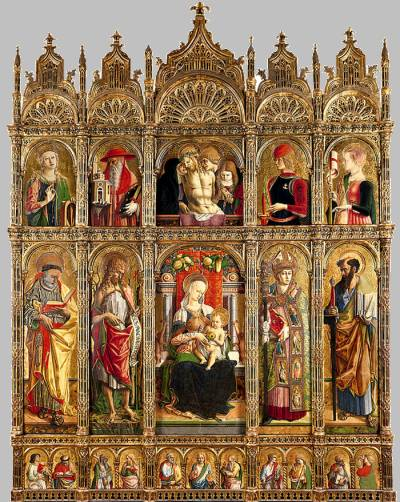
Carlo Crivelli: Ascoli Piceno Tryptiek
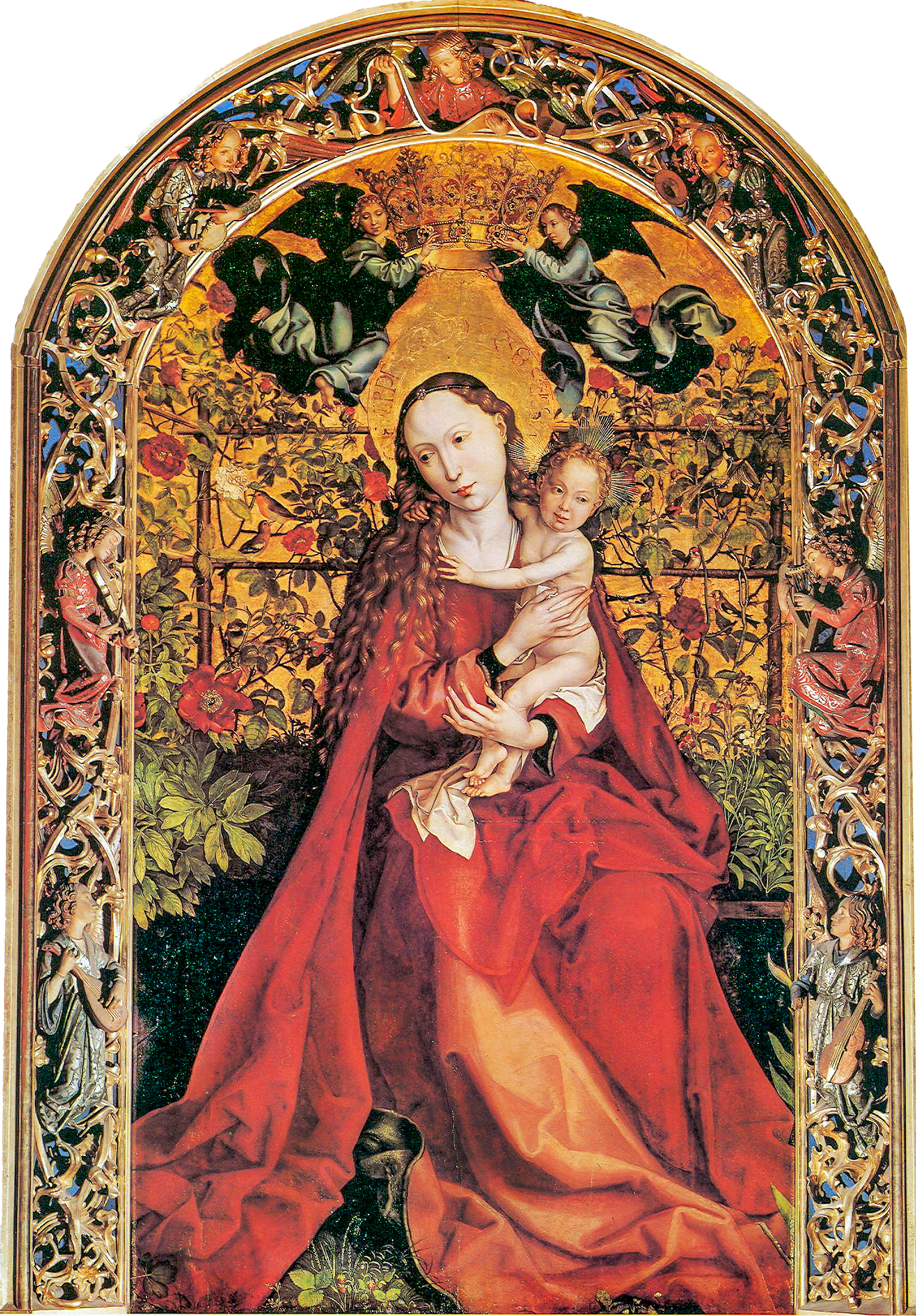
Martin Schongauer: Madonna in Rozentuin
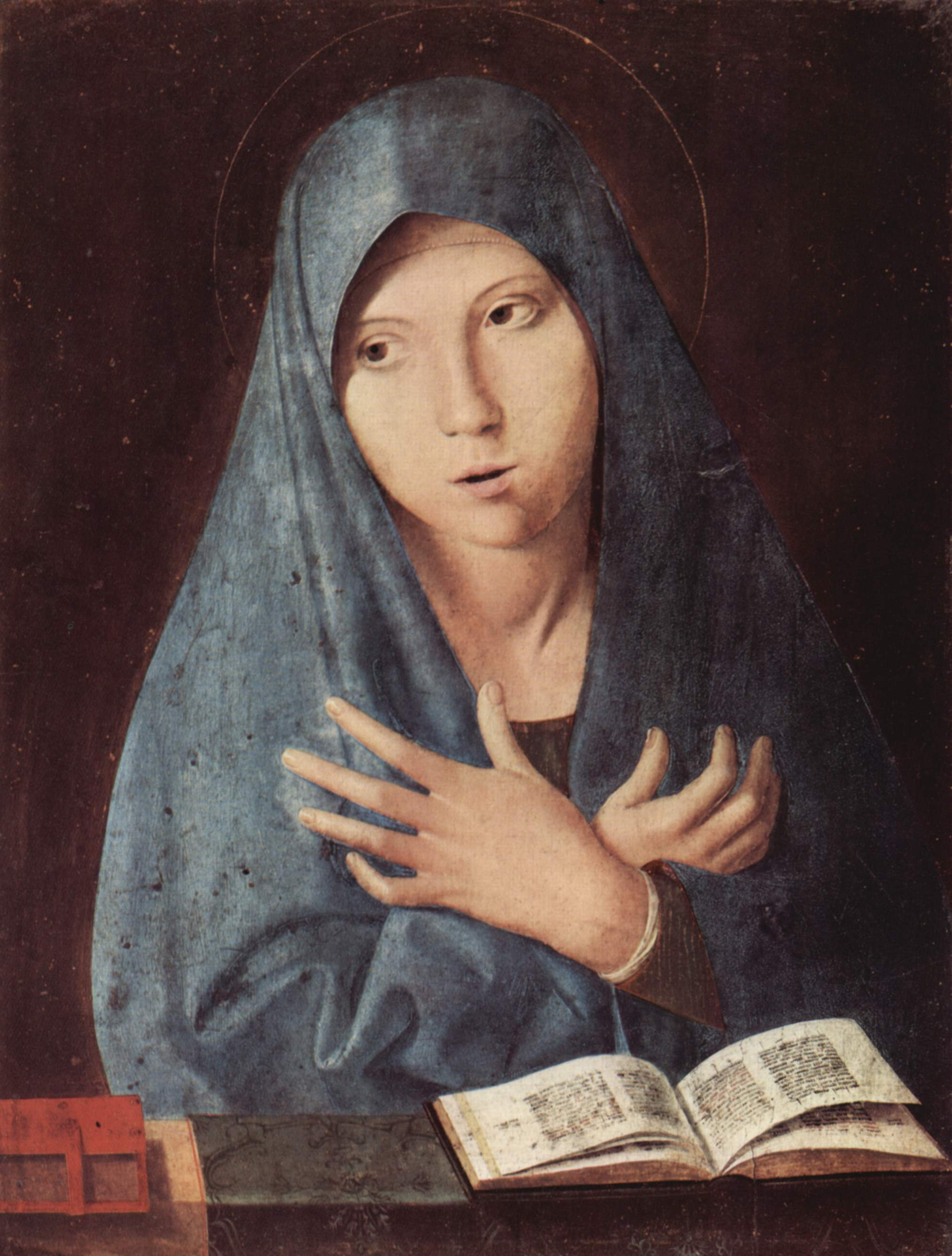
Antonello da Messina: De aankondiging aan Maria
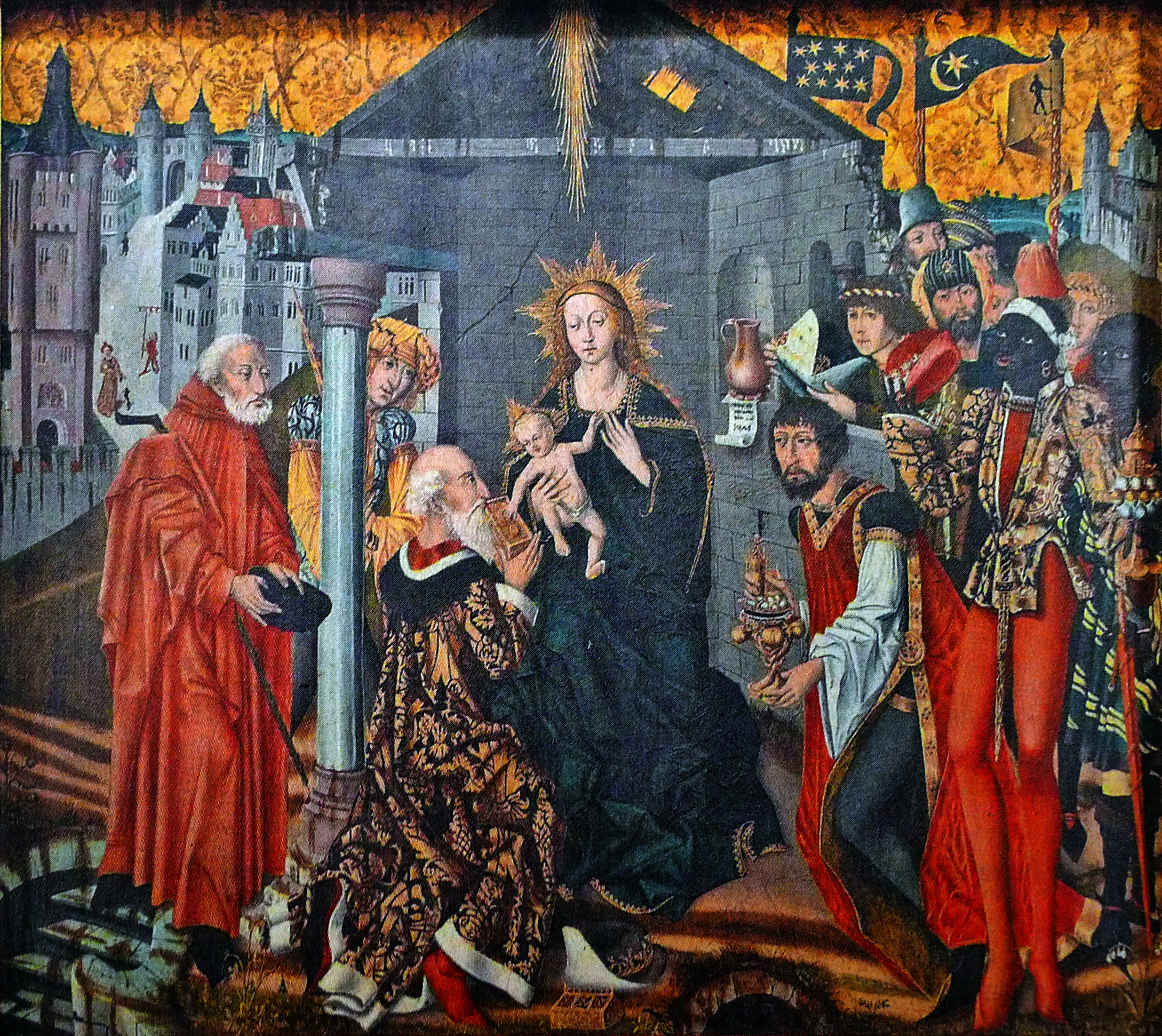
Friedrich Herlin: Aanbidding der Wijzen
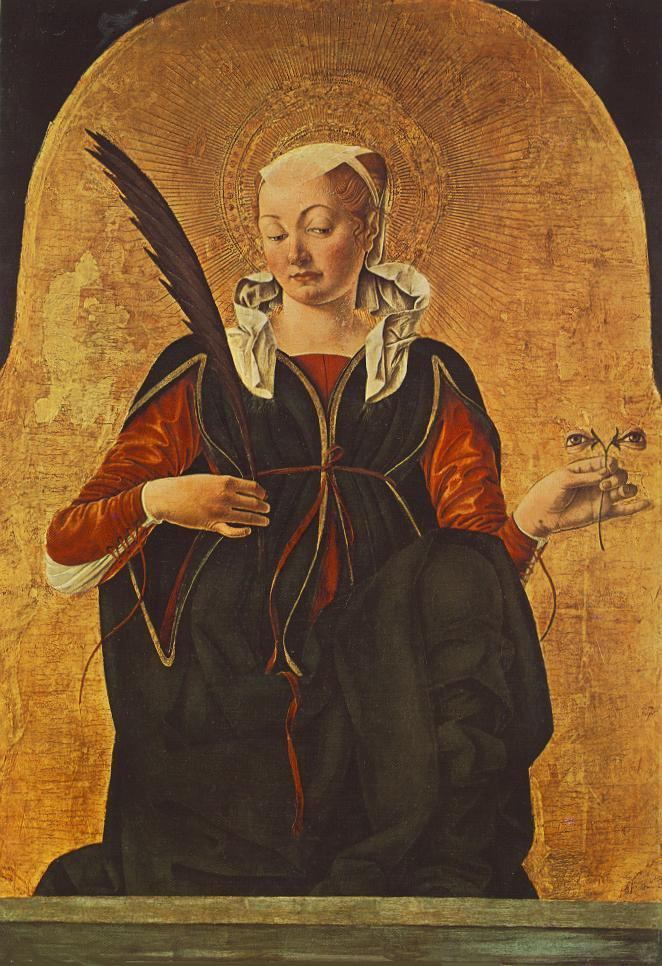
Francesco del Cossa: Sint Lucia

## Opvolging
- Armagnac - Jan V opgevolgd door zijn broer Karel
- Brunswijk-Wolfenbüttel - Hendrik de Vredelievende opgevolgd door zijn halfbroer Willem I
- Generalitat da Catalunya - Miquel Samsó opgevolgd door Joan Maurici de Ribes
- Cyprus - Jacobus II opgevolgd door zijn zoon Jacobus III onder regentschap van diens moeder Catharina Cornaro
- Elbeuf en Aumale - Jan VIII van Harcourt opgevolgd door zijn oom René II van Lotharingen
- Gelre en Zutphen - Arnold van Egmont opgevolgd door Karel de Stoute
- Lotharingen - Nicolaas I opgevolgd door zijn tante Yolande, op haar beurt opgevolgd door haar zoon René II
- metropoliet van Moskou - Filippus I opgevolgd door Gerontius
- shogun - Ashikaga Yoshimasa opgevolgd door zijn zoon Ashikaga Yoshihisa
- Venetië - Nicolò Tron opgevolgd door Nicolò Marcello

## Afbeeldingen

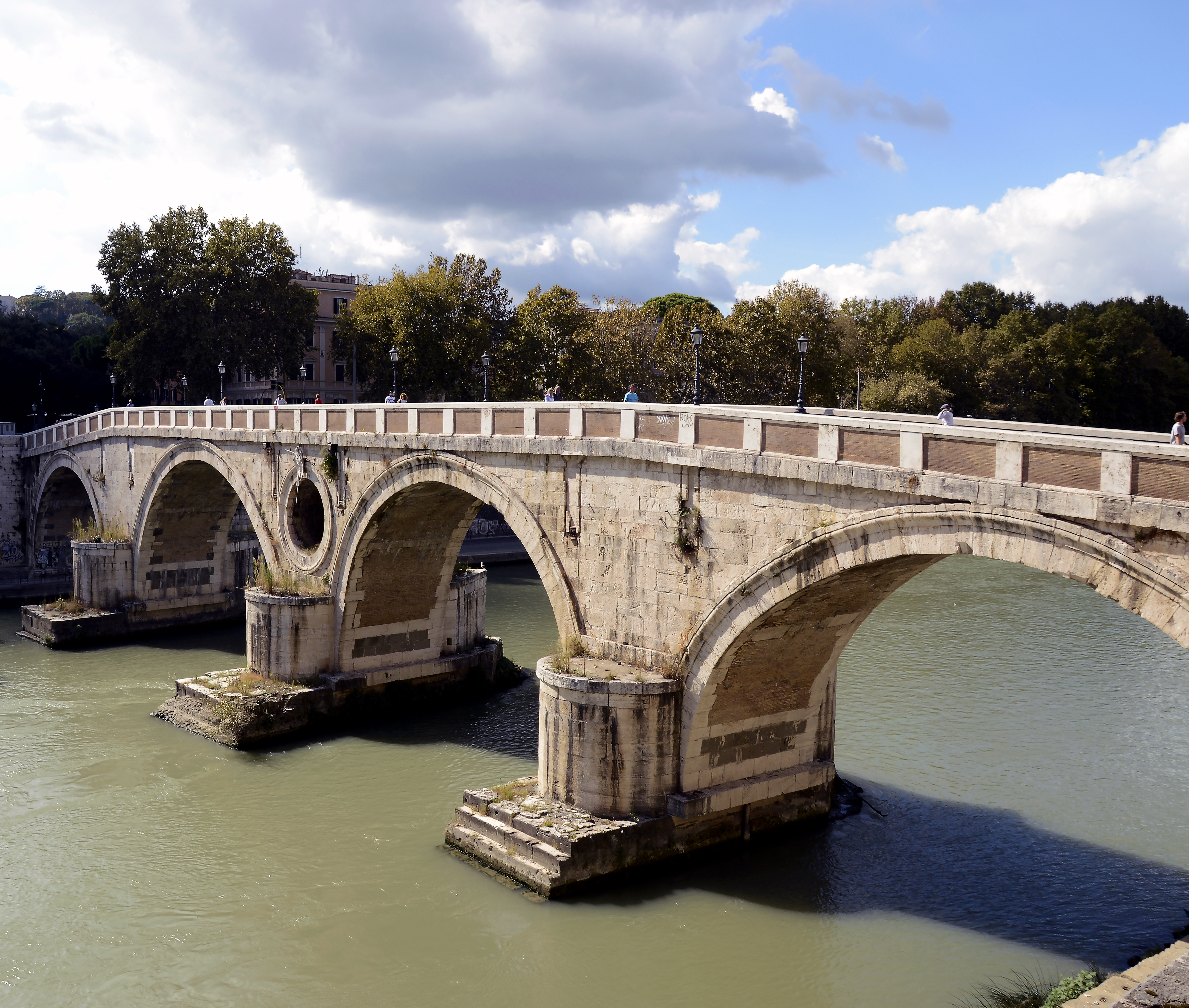
Ponte Sisto, Rome, gebouwd 1473
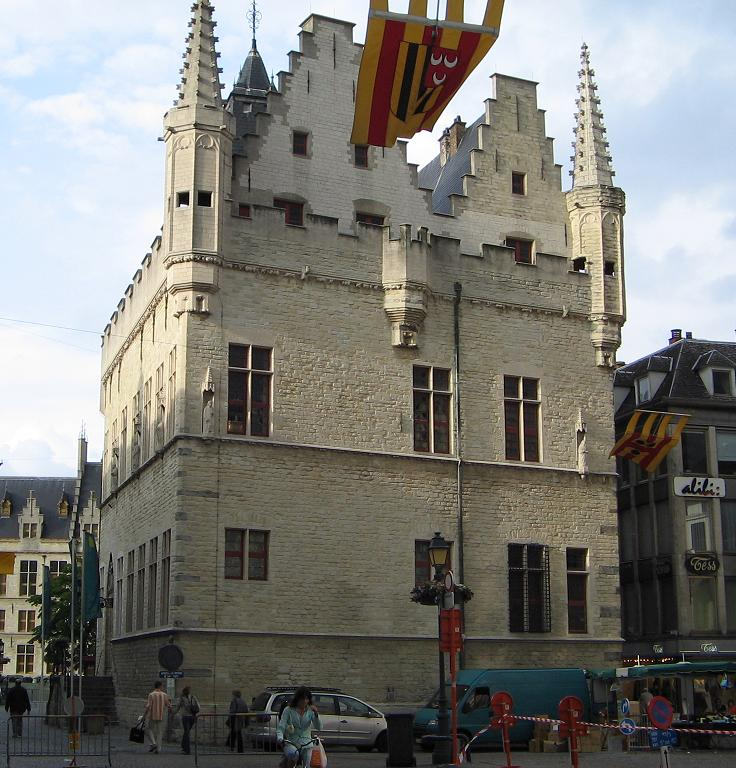
Het Schepenhuis in Mechelen, waar het Parlement van Mechelen bijeenkwam ten tijde van Karel de Stoute
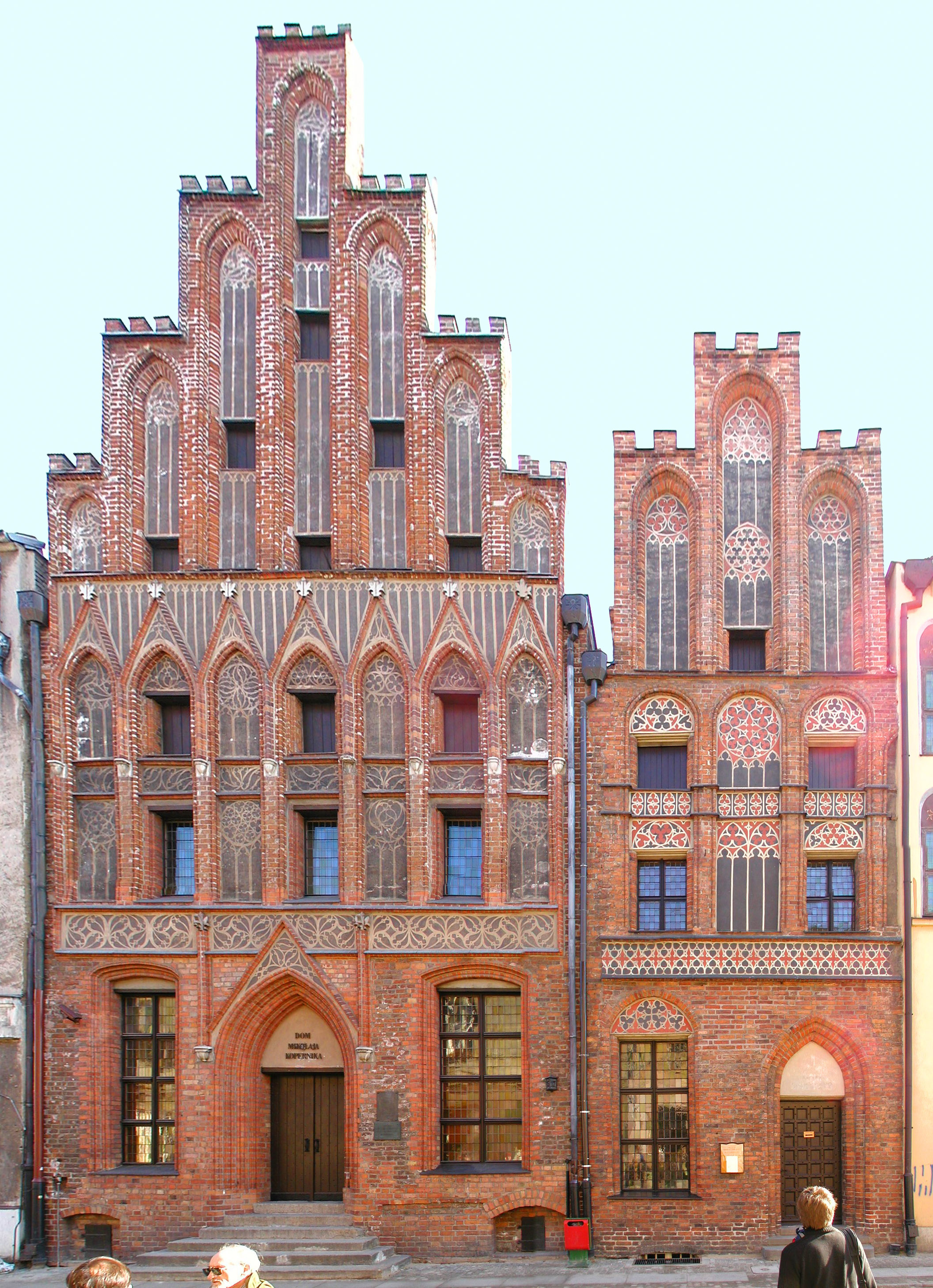
Geboortehuis van Copernicus

## Geboren
- 19 februari - Nicolaus Copernicus, Pools astronoom
- 16 maart - Hendrik van Saksen, hertog van Saksen (1539-1541)
- 17 maart - Jacobus IV, koning van Schotland (1488-1513)
- 6 juli - Jacobus III, koning van Cyprus (1473-1474)
- 14 augustus - Margaret Pole, Engels edelvrouw
- 17 augustus - Richard van Shrewsbury, Engels prins
- 25 augustus - Margaretha van Münsterberg, Silezisch-Duits edelvrouw
- 2 september - Ercole Strozzi, Italiaans (Ferrara) dichter en staatsman
- 26 oktober - Frederik van Saksen, grootmeester van de Duitse Orde
- november - Hendrik XXXI van Schwarzburg, Duits edelman
- december - Eduard van Middleham, Engels prins
- Hans Burgkmair, Duits houtsnijder en schilder
- Ferry Carondelet, Bourgondisch staatsman
- Cecilia Gallerani, Italiaans edelvrouw
- Chökyong Gyatso, Tibetaans geestelijke
- Thomas Howard, Engels edelman
- Guillaume Poyet, Frans jurist
- Jean Lemaire de Belges, Zuid-Nederlands schrijver (jaartal bij benadering)
- Lodewijk I van Nassau-Weilburg, Duits edelman (jaartal bij benadering)

## Overleden
- 19 februari - Henricus de Piro, Duits jurist
- 23 februari - Arnold van Egmont, hertog van Gelre (1423-1465, 1471-1473)
- 5 maart - Jan V van Armagnac (~52), Frans edelman
- 2 mei - Ralph Boteler (~78), Engels edelman
- 8 mei - John Stafford (45), Engels edelman
- 10 juli - Jacobus II (~33), koning van Cyprus (1463-1473)
- 27 juli - Nicolaas I (~25), hertog van Lotharingen (1470-1473)
- juli - Johan I van Nassau-Beilstein, Duits edelman
- 22 augustus - Willem Fillastre de Jonge, Frans-Bourgondisch bisschop en staatsman
- 28 augustus - Adolf I van Anhalt, Duits edelman
- 16 oktober - Reinoud II van Brederode, Nederlands edelman
- 23 december - Fadrique Enríquez (~83), Castiliaans staatsman
- 24 december - Johannes Ketty, Pools theoloog
- Simon le Breton, Bourgondisch componist
- Johannes Brugman, Nederlands redenaar
- Jan II van Croÿ (~93), Bourgondisch staatsman
- Gennadius II, patriarch van Constantinopel (1454-1456, 1462, 1464)
- Jan Gruszczyński (68), Pools aartsbisschop
- Chökyi Gyaltsen (~71), Tibetaans geestelijke
- Hendrik de Vredelievende (~62), Duits edelman
- Jan VIII van Harcourt, Frans edelman
- Nicolaas III Hoen (~68), Limburgs edelman
- Conrad Paumann (~61), Duits componist
- Elisabetta Sforza (~22), Milanees edelvrouw
- Nikolaus Gerhaert, Nederlands houtsnijder en beeldhouwer (vermoedelijke datum)
- Jean Mansel, Bourgondisch geschiedschrijver (jaartal bij benadering)